# Listă de filme canadiene din 2011
Aceasta este o listă de filme canadiene din 2011:

## Lista
| Titlu                            | Regizor                                | Actori                                                                                           | Gen                              | Note |
| -------------------------------- | -------------------------------------- | ------------------------------------------------------------------------------------------------ | -------------------------------- | --- |
| Afghan Luke                      | Mike Clattenburg                       | Nick Stahl, Nicolas Wright, Stephen Lobo, Vik Sahay                                              | Comedy-drama                     | |
| Amy George                       | Yonah Lewis and Calvin Thomas          | Gabriel del Castillo Mullaly, Claudia Dey, Don Kerr                                              |                                  | |
| At Night, They Dance             | Isabelle Lavigne and Stéphane Thibault |                                                                                                  | film documentar                  | |
| Bail Enforcers                   | Patrick McBrearty                      | Trish Stratus                                                                                    |                                  | |
| Beauty Day                       | Jay Cheel                              | Ralph Zavadil                                                                                    | film documentar                  | |
| Breakaway                        | Robert Lieberman                       | Vinay Virmani, Russell Peters, Akshay Kumar                                                      | Comedie dramatică                | |
| BumRush                          | Michel Jetté                           | Emmanuel Auger                                                                                   |                                  | |
| Café de Flore                    | Jean-Marc Vallée                       | Kevin Parent, Vanessa Paradis                                                                    | drama                            | |
| The Captains                     |                                        |                                                                                                  | film documentar                  | |
| Cloudburst                       | Thom Fitzgerald                        | Olympia Dukakis, Brenda Fricker                                                                  | Drama                            | |
| Coriolanus                       | Ralph Fiennes                          |                                                                                                  |                                  | |
| A Dangerous Method               | David Cronenberg                       | Viggo Mortensen, Michael Fassbender, Keira Knightley, Vincent Cassel                             | Historical/Drama                 | Canadian/German co-production                                                                                               |
| Dimanche                         | Patrick Doyon                          |                                                                                                  | Animation                        | Academy Award nominee |
| East End Forever                 |                                        |                                                                                                  | film documentar                  | |
| Edwin Boyd: Citizen Gangster     | Nathan Morlando                        | Scott Speedman, Kelly Reilly, Kevin Durand                                                       | Drama                            | |
| Funkytown                        | Daniel Roby                            | Patrick Huard, Raymond Bouchard, Geneviève Brouillette, Justin Chatwin, Paul Doucet, Sarah Mutch | Comedie/Thriller                 | |
| Gerry                            | Alain Desrochers                       |                                                                                                  |                                  | |
| The Girl in the White Coat       | Darrell Wasyk                          |                                                                                                  |                                  | |
| Grave Encounters                 |                                        |                                                                                                  |                                  | |
| The Guantanamo Trap              |                                        |                                                                                                  | film documentar                  | |
| Hidden 3D                        |                                        |                                                                                                  |                                  | |
| The Hole Story                   | Richard Desjardins, Robert Monderie    |                                                                                                  | Documentary                      | Original French title: Trou story                                                                                           |
| Hobo with a Shotgun              |                                        |                                                                                                  |                                  | |
| If I Should Fall                 |                                        |                                                                                                  |                                  | |
| In Darkness                      | Agnieszka Holland                      | Robert Więckiewicz, Benno Fürmann                                                                | Drama                            | Polish-Canadian coproduction with screenplay by Canadian writer David F. Shamoon; nominated for Best Foreign Language Film. |
| Irvine Welsh's Ecstasy           |                                        |                                                                                                  |                                  | |
| Keyhole                          | Guy Maddin                             | Jason Patric, Isabella Rosselini                                                                 | Drama                            | |
| Knockout                         | Anne Wheeler                           |                                                                                                  |                                  | |
| Marécages                        | Guy Édoin                              | Pascale Bussières, Gabriel Maillé                                                                |                                  | |
| Monsieur Lazhar                  | Philippe Falardeau                     | Mohamed Fellag, Danielle Proulx, Sophie Nélisse                                                  | Drama                            | Nominated for Best Foreign Language Film                                                                                    |
| The Moth Diaries                 | Mary Harron                            | Lily Cole, Scott Speedman, Sarah Bolger                                                          | Horror                           | |
| The Mystery of Mazo de la Roche  | Maya Gallus                            | Severn Thompson                                                                                  | film documentar                  | |
| Nexus                            | Neil Coombs                            |                                                                                                  |                                  | |
| Nuit #1                          | Anne Émond                             | Catherine de Léan, Dimitri Storoge                                                               | Drama                            | |
| Ora                              | Philippe Baylaucq                      | José Navas, choreographer                                                                        | Dance film                       | Filmed with 3D thermography                                                                                                 |
| Pink Ribbons, Inc.               | Léa Pool                               |                                                                                                  | film documentar                  | Explores the Pink ribbon campaign                                                                                           |
| The Private Life of Cinema       | Denys Desjardins                       |                                                                                                  | film documentar                  | |
| Red Riding Hood                  | Catherine Hardwicke                    | Amanda Seyfried                                                                                  |                                  | |
| Rocky Mountain Express           | Stephen Low                            |                                                                                                  | film documentar                  | |
| Seoul Sisters                    | Max Jones and Lillian Wu               |                                                                                                  | film documentar                  | |
| Starbuck                         | Ken Scott                              | Patrick Huard, Julie Le Breton                                                                   | Comedie                          | |
| Sur le rythme                    | Charles-Olivier Michaud                | Nico Archambault                                                                                 |                                  | |
| Surviving Progress               | Mathieu Roy and Harold Crooks          |                                                                                                  | film documentar                  | Based on A Short History of Progress                                                                                        |
| Take This Waltz                  | Sarah Polley                           | Michelle Williams, Seth Rogen, Sarah Silverman                                                   | Comedie                          | |
| Trente tableaux                  | Paule Baillargeon                      |                                                                                                  | Autobiographical film documentar | |
| Upside Down                      | Juan Diego Solanas                     | Jim Sturgess, Kirsten Dunst                                                                      | Sci-fi/Romance                   | Canadian/French co-production                                                                                               |
| The Van Doos in Afghanistan      | Claude Guilmain                        |                                                                                                  | film documentar                  | Following the Royal 22nd Regiment                                                                                           |
| Wiebo's War                      | David York                             | Wiebo Ludwig                                                                                     | film documentar                  | |
| Wild Life                        | Wendy Tilby and Amanda Forbis          | Adam Blackwood, Luba Goy                                                                         | Animation                        | Academy Award nominee |
| Winnie                           | Darrell Roodt                          | Jennifer Hudson, Terrence Howard                                                                 |                                  | |
| Wrecked                          | Michael Greenspan                      | Adrien Brody                                                                                     |                                  | |
| The Year Dolly Parton Was My Mom | Tara Johns                             | Macha Grenon, Gil Bellows, Julia Stone                                                           |                                  | |
| You Got Served: Beat the World   | Robert Adetuyi                         |                                                                                                  |                                  | |